# Antonio Pozzo

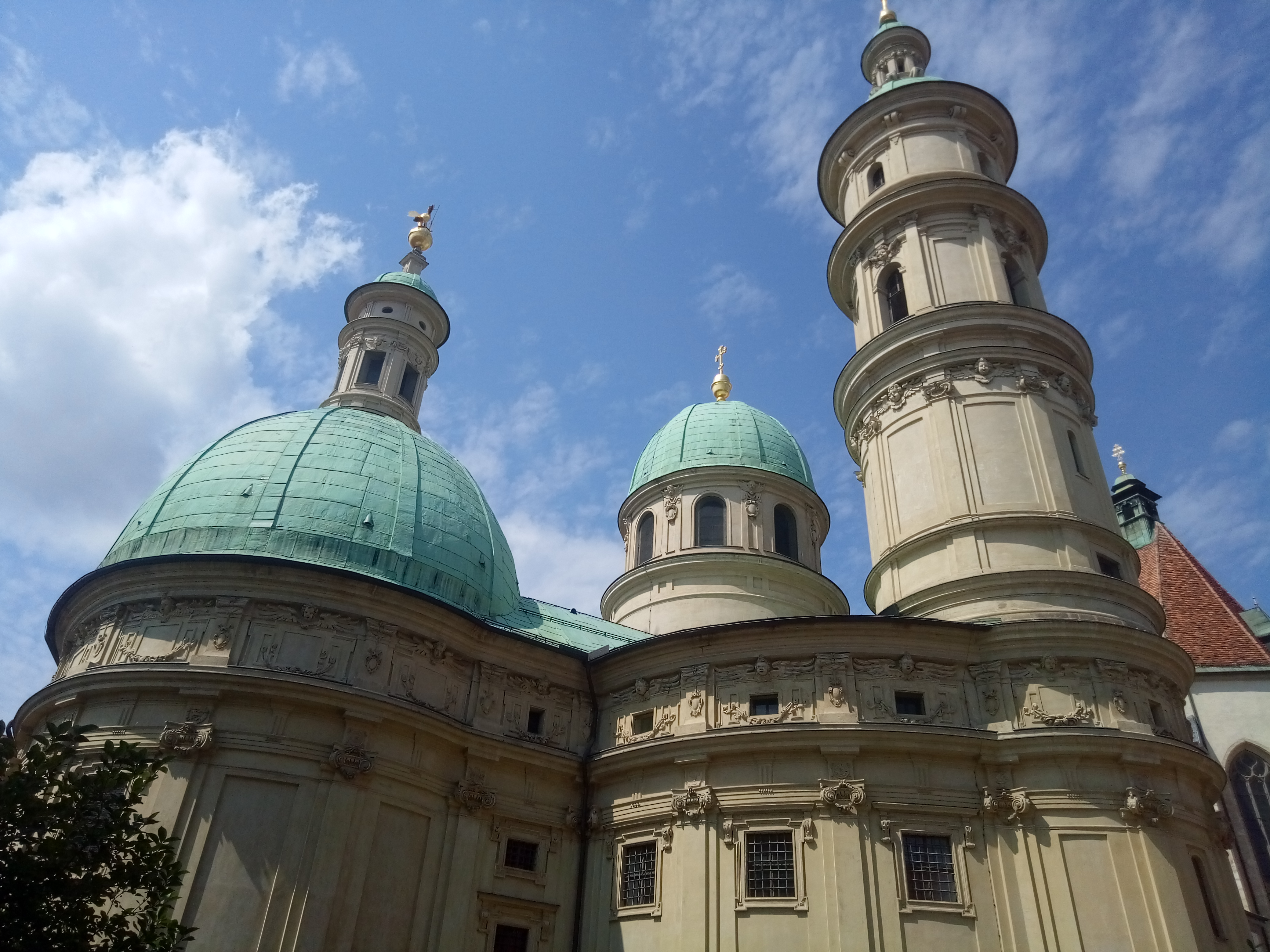
Mausoleum in Graz, Turm

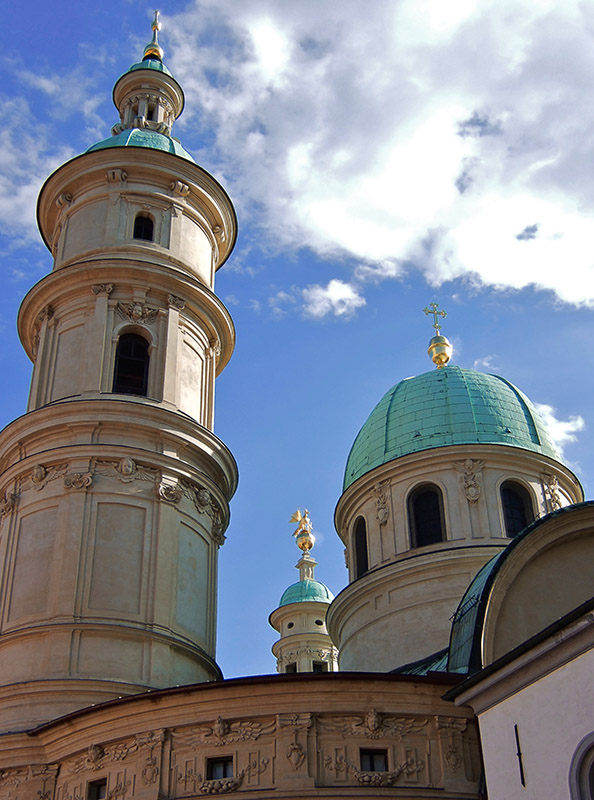

Antonio Pozzo (* Mailand ?; † 24. August 1664 in Graz) war ein Architekt und Baumeister.

## Leben

### Familie und Ausbildung
Antonio Pozzo heiratete Magdalena, ein gemeinsamer Sohn war Johann Baptist, der beim Vater das Maurerhandwerk lernte. Magdalena starb am 25. Juli 1648. Im Jahr darauf, am 18. April 1649 ehelichte der Witwer Frau Ursula, Witwe des gewesten Sesselmachers Thomas W. Trauzeugen waren Maurermeister Antonio Solari, Maurer Peter Fasol und der Steinhauer Franz Torre. Die Familie wohnte in der Grazer Griesgasse im Bereich Nr. 18 bis 32.

#### Grazer Maurer- und Steinmetzzunft
Pozzo war als Maurer tätig, durch die Zusammenarbeit mit dem Architekten Giovanni Pietro de Pomis bei Mausoleum und Schloss Eggenberg war er sein „Schüler“. 1643 stellte Pozzo den Antrag um eine Meisterstelle, die Zunft erteilte am 16. Januar 1647 die Zustimmung und er wurde zum Meister ernannt. 1653 und 165+ ist er als Baumeister des Fürsten von Eggenberg dokumentiert. Am 11. Januar 1660 besteht sein Sohn Johann Pozzo die Meisterprüfung. Im Maurer- und Steinmetzbuch wird 1661 Antonio Pozzo selbst als Zechmeister angeführt. Als Lehrmeister hatte er von 1658 bis 1663 5 Lehrjungen.

#### Nachfolge als Hofbaupolier
Am 9. Juni 1663 starb Baumeister und Hofbaupolier Domenico Bianchi in Graz. Es bewarben sich Franz Isidor Carlone, Antonio Pozzo und Domenico Rossi um dieses Hofamt.

„Ist 15 Jahre Meister in Graz, hat beim Mausoleumsbau dem Meister Pietro Valnegro als Polier gedient, bei etlichen „Cavalieren, als auch unterschiedlichen Kirchen- und Klostergebäu“ tätig.“

### Werke in Graz

#### Mausoleum für Kaiser Ferdinand II.
Die Bauleitung des Mausoleums hatte von 1615, dem Beginn, Architekt Giovanni Pietro de Pomis bis zu seinem Tod 1633, dann setzten Polier Pietro Valnegro und Maurer Antonio Pozzo, die Arbeiten fort. Der Turm wurde 1636 vollendet.

#### Ehem. Karmeliterkirche und Kloster
1628 beauftragte Erzherzog Ferdinand II. den Bau der Karmeliterkirche samt Kloster nach dem Plan von Domenico Torres, Bauleitung Matthias Khärner. 1649 ist Baumeister Antonio Pozzo dokumentiert.

#### Schloss Eggenberg

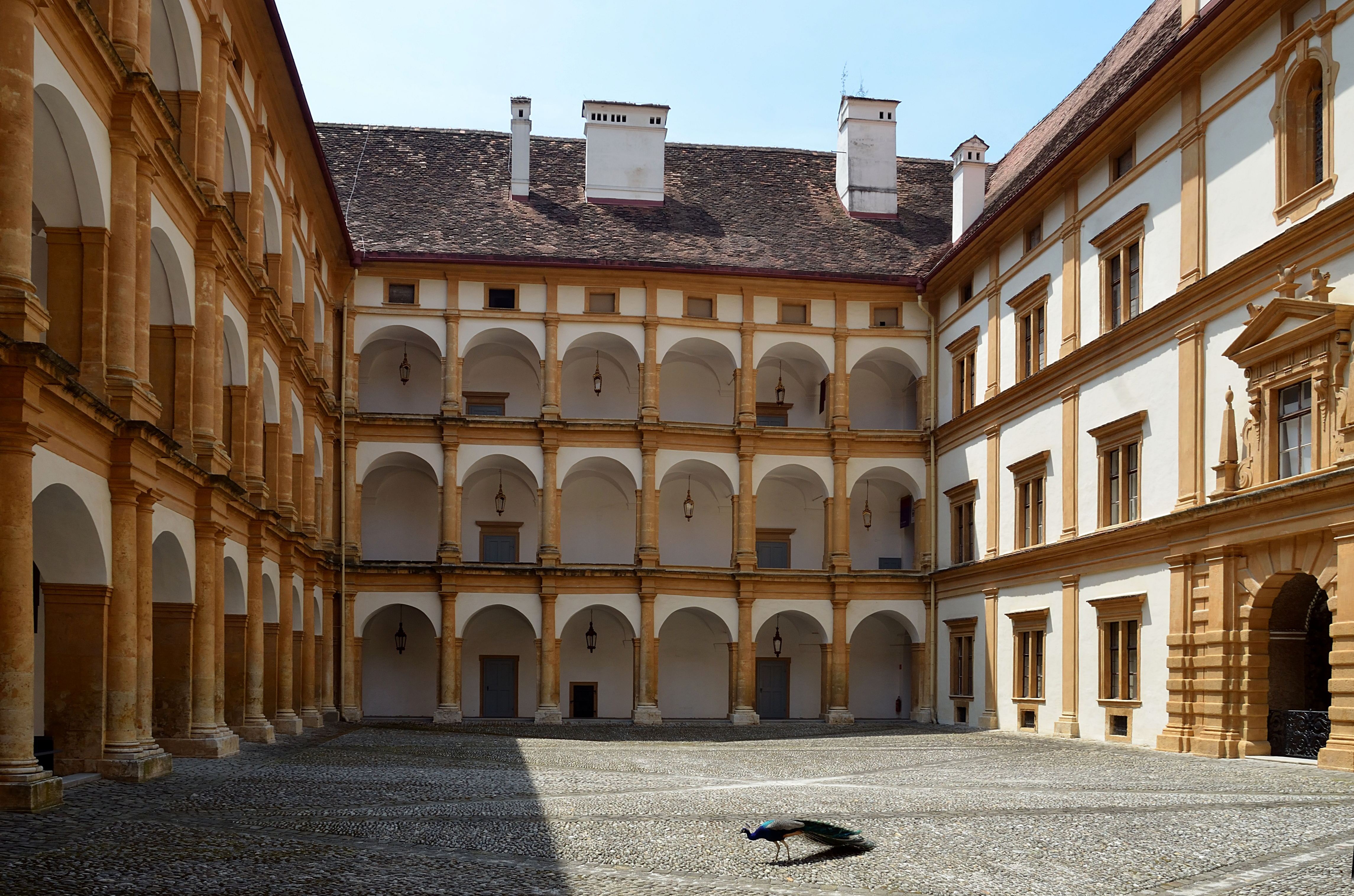
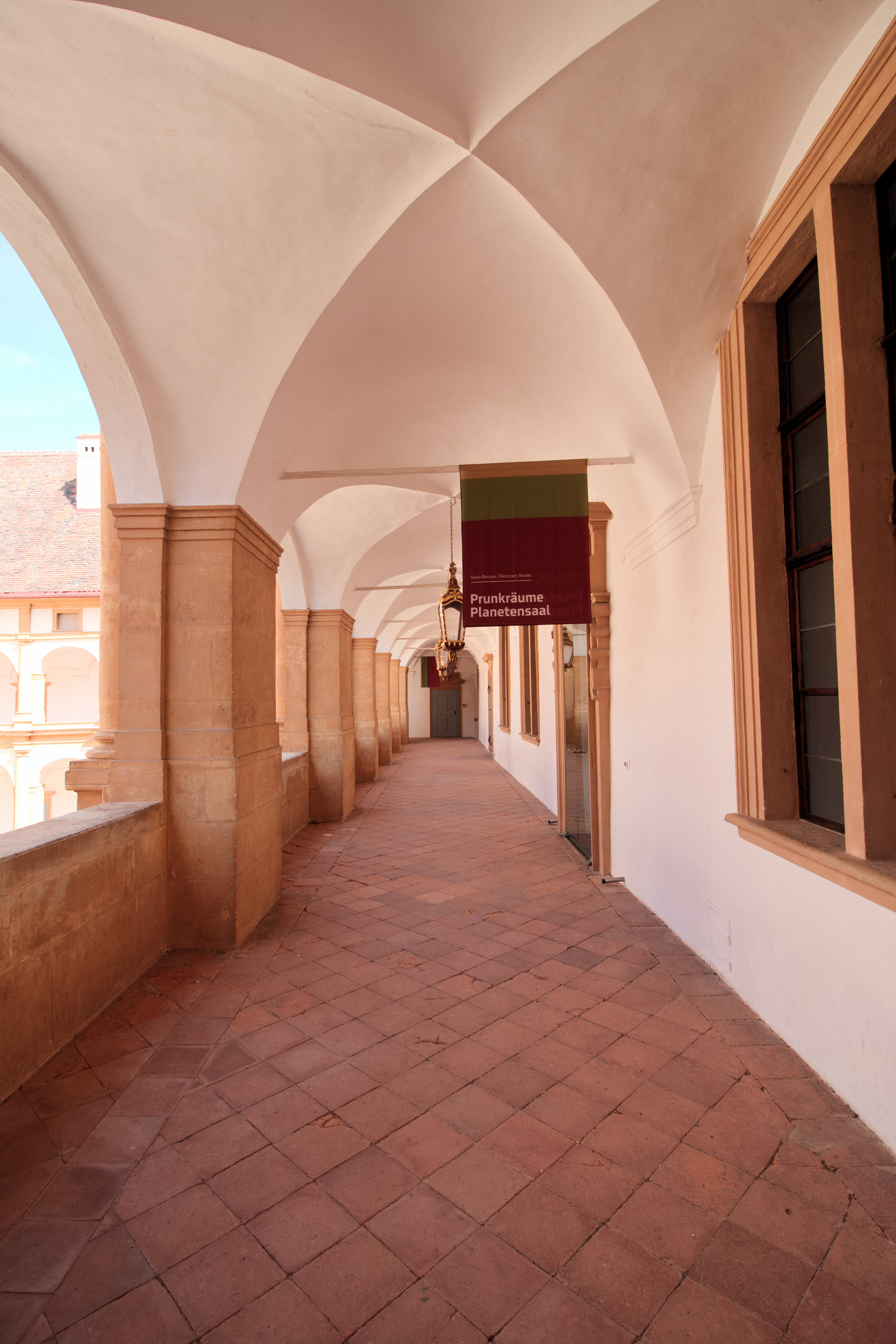
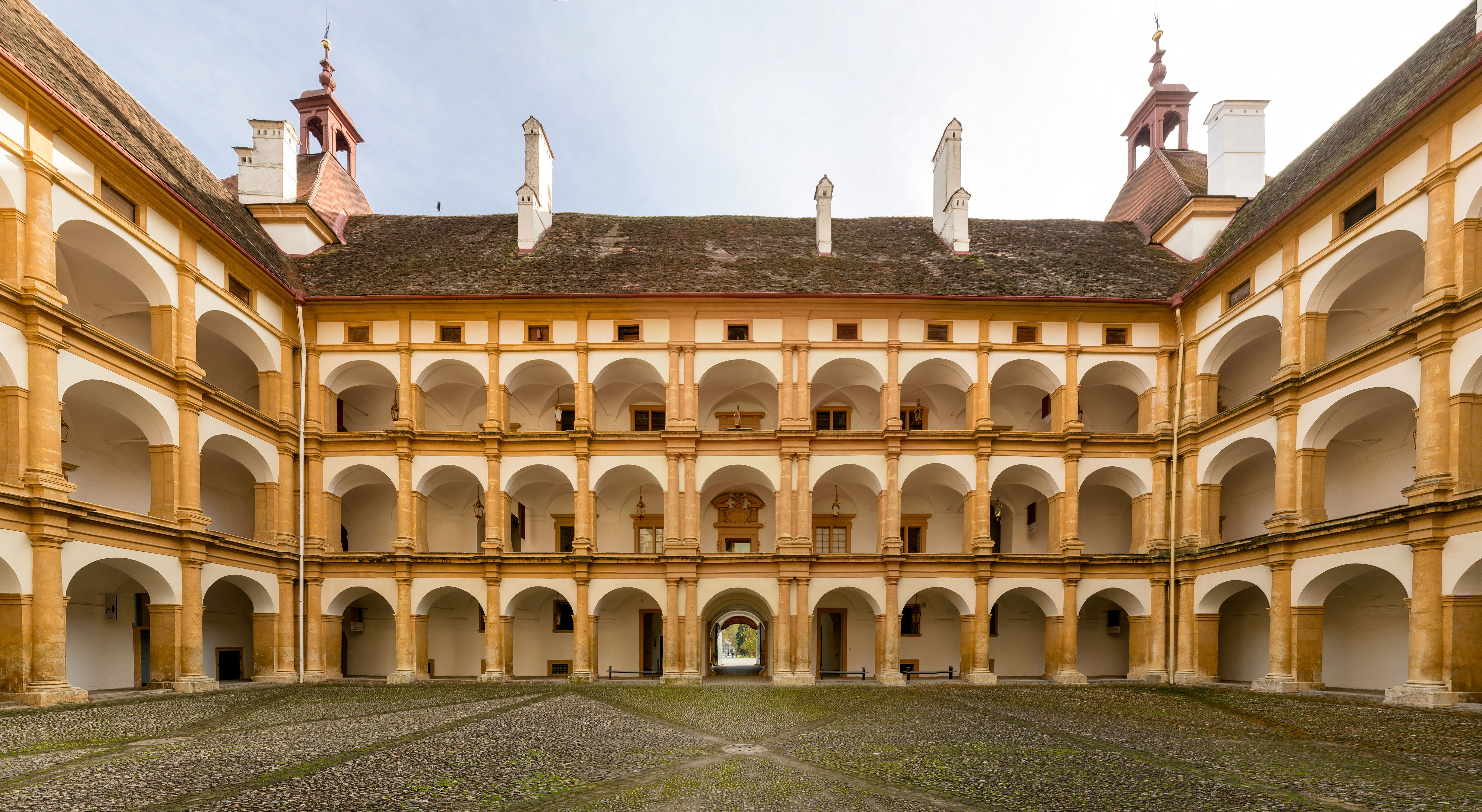

Durch die Erhebung zum Fürsten forderte Johann Ulrich von Eggenberg 1625 vom Grazer Hofarchitekten Pomis, sein Schloss in eine einzigartige Residenz umzubauen. Bauführer war der Niederländer Laurenz van de Sype, der auch nach Pomis Tod zwei Jahre lang die von italienischen Meistern durchgeführten Bauarbeiten leitete. Die Fortsetzung des Baues erfolgte durch Pietro Valnegro und Antonio Pozzo, die bereits unter Pomis als Poliere tätig waren. Johann Ulrich von Eggenberg starb 1634, Sohn Johann Anton I. von Eggenberg förderte den Weiterbau des Schlosses mit den beiden Baumeistern Antonio Pozzo und Giovanni Battista di Nono Dokumentiert sind vor allem die Arkadenhöfe.

#### Anbau an das Barmherzigen-Kloster Loretokapelle in der Annenstraße 4
Das Barmherzigen-Kloster  wurden 1620 von Archangelo Carlone erbaut. Die Loretokapelle von 1651 wird Antonio Pozzo zugeschrieben.

#### Ehemaliges Waisenhaus Mariahilfer Straße 24/26
Die Barmherzigen Brüder richteten in den 1640er Jahren ein provisorisches Waisenhaus ein. Die innerösterreichische Regierung beauftragte Baumeister Pozzo 1657 mit dem Bau eines eigenen Hauses.

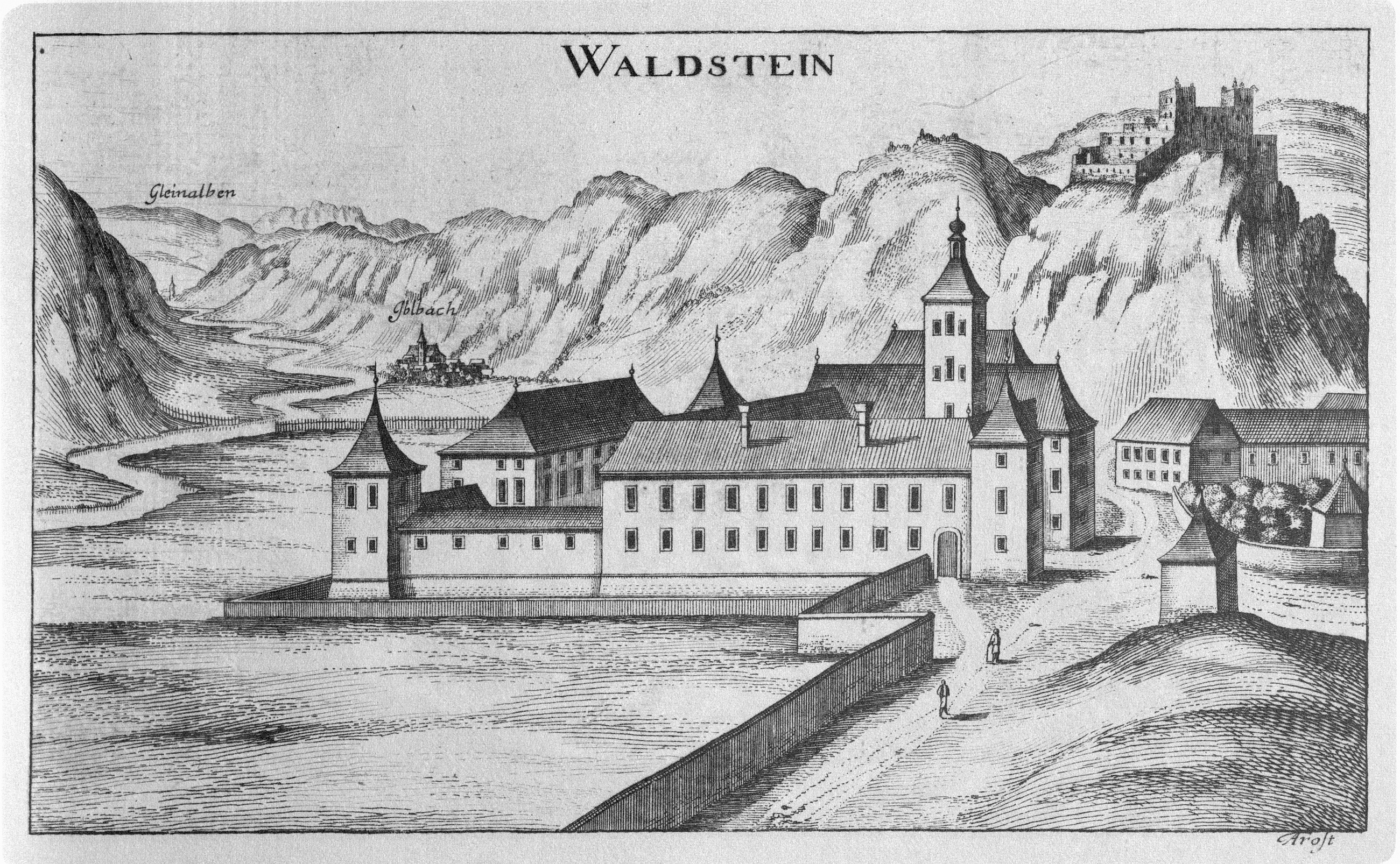
Schloss Waldstein Deutschfeistritz 1681

### In Graz Umgebung

#### Schloss Waldstein bei Deutschfeistritz
1630 erwarb Fürst Ulrich von Eggenberg Schloss Waldstein bei Deutschfeistritz. Ab 1660 wurden die Bauteile, die ein Eckturm überragte, durch einen Bogenhof verbinden. Als Baumeister war Antonio Pozzo tätig. Weiters wird Steinmetzmeister Carolo Cianolo genannt.